# Paret cabrera
Paret que presenta un encadenat simple o doble en volada com a forma de finalitzar-Ia. Té la darrera filada que sobresurt per evitar que el bestiar caprí la pugui sobrepassar.

## Ús
Separa dues propietats i protegeix els conreus de les cabres.

## Material
Pedra calcària adobada.

## Mesures
1m d'amplària, 1'55m d'alçada.